# Westland Walrus
Die Westland Walrus (engl. Walross) war ein dreisitziges trägergestütztes Aufklärungsflugzeug der britischen Royal Air Force.

## Geschichte und Konstruktion
Der Doppeldecker in Gemischtbauweise hatte ein Heckspornfahrwerk. Beide Tragflächen, die jeweils Querruder hatten, waren ungepfeilt und hatten die gleiche Spannweite. Sie stammen von der de Havilland D.H.9. Das Leitwerk war konventionell aufgebaut. Der Erstflug erfolgte im Februar 1921. Es wurden insgesamt 36 Maschinen gebaut und bei drei Flights (421, 422, 423) eingesetzt, jedoch bereits 1924 außer Dienst gestellt.

## Militärische Nutzung
Vereinigtes Königreich
- Royal Air Force

## Technische Daten
| Kenngröße             | Daten                                                                             |
| --------------------- | --------------------------------------------------------------------------------- |
| Besatzung             | 3 (Pilot, Schütze und Funker)                                                     |
| Länge                 | 9,07 m                                                                            |
| Spannweite            | 14,07 m                                                                           |
| Höhe                  | 3,53 m                                                                            |
| Flügelfläche          | 46,1 m²                                                                           |
| Flügelstreckung       |                                                                                   |
| Leermasse             | 1443 kg                                                                           |
| Startmasse            | 2268 kg                                                                           |
| Höchstgeschwindigkeit | 200 km/h                                                                          |
| Dienstgipfelhöhe      | 5790 m                                                                            |
| Reichweite            |                                                                                   |
| Triebwerke            | ein wassergekühlter V12-Zylinder-Motor Napier Lion II, 331 kW; Zweiblattpropeller |
| Bewaffnung            | zwei 7,7-mm-MGs, davon eines beweglich                                            |